# آنتونی روت
آنتونی روت (انگلیسی: Antony Root؛ ‏ ۱۶ آوریل ۱۹۵۴) مدیر اجرایی تولید، فیلم‌نامه‌نویس و تهیه‌کننده تلویزیونی اهل بریتانیا است. وی در حال مدیر اجرایی اچ‌بی‌او اروپا است.
از فیلم‌ها یا مجموعه‌های تلویزیونی که وی در آن‌ها نقش داشته است، می‌توان به ۳۰ سکه، مرز، ادوارد دوم، دکتر هو، شاهزاده دزدان، لورنا دون اشاره نمود.